# Guardia del Juncal

Partido de Cañuelas

La Guardia del Juncal o de Cañuelas, fue un puesto fortificado que integró la línea de defensa del territorio de Buenos Aires en su frontera con el indio. Actualmente el casco histórico se encuentra dentro de la Reserva natural Guardia del Juncal.

## Antecedentes

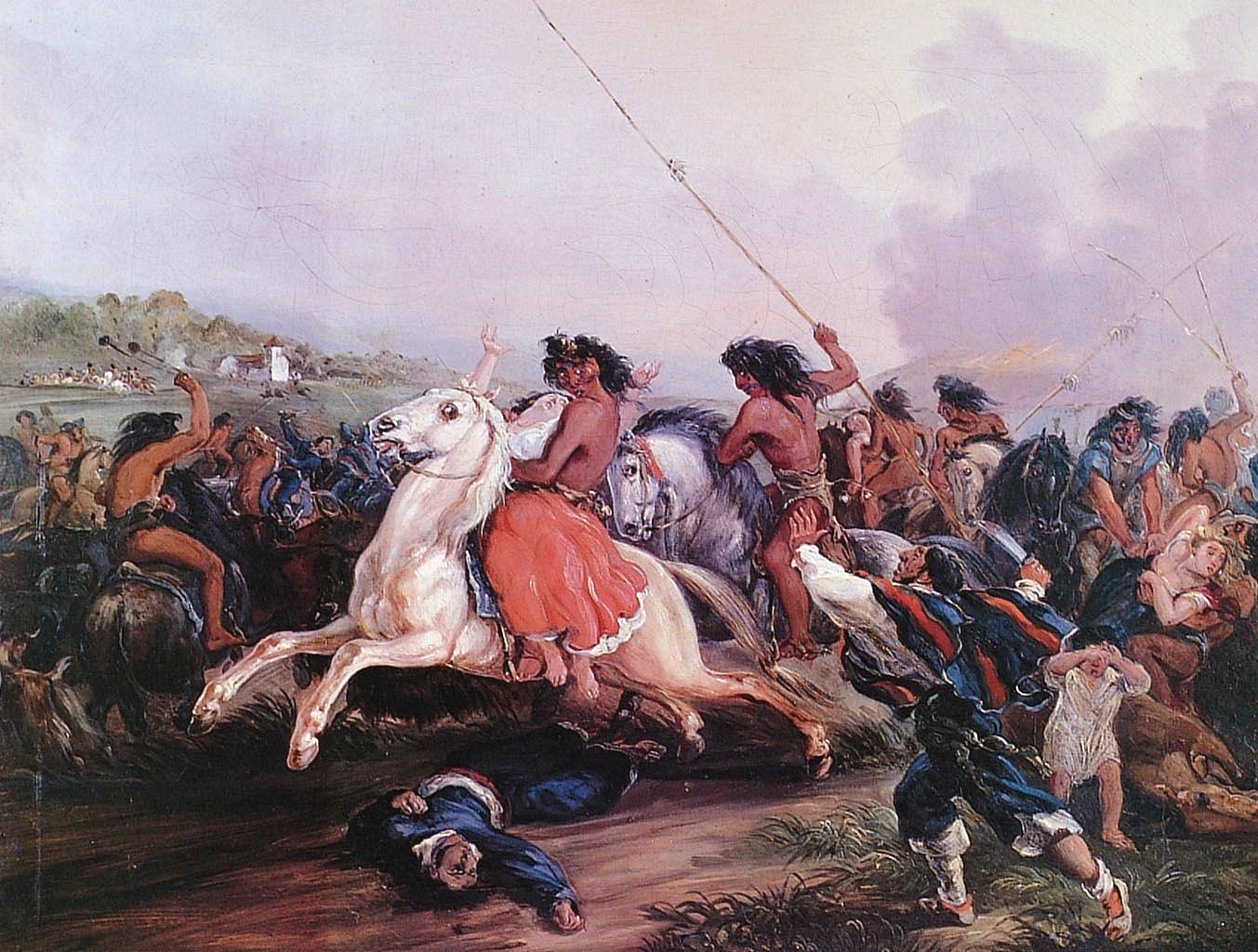
Malón (Mauricio Rugendas)

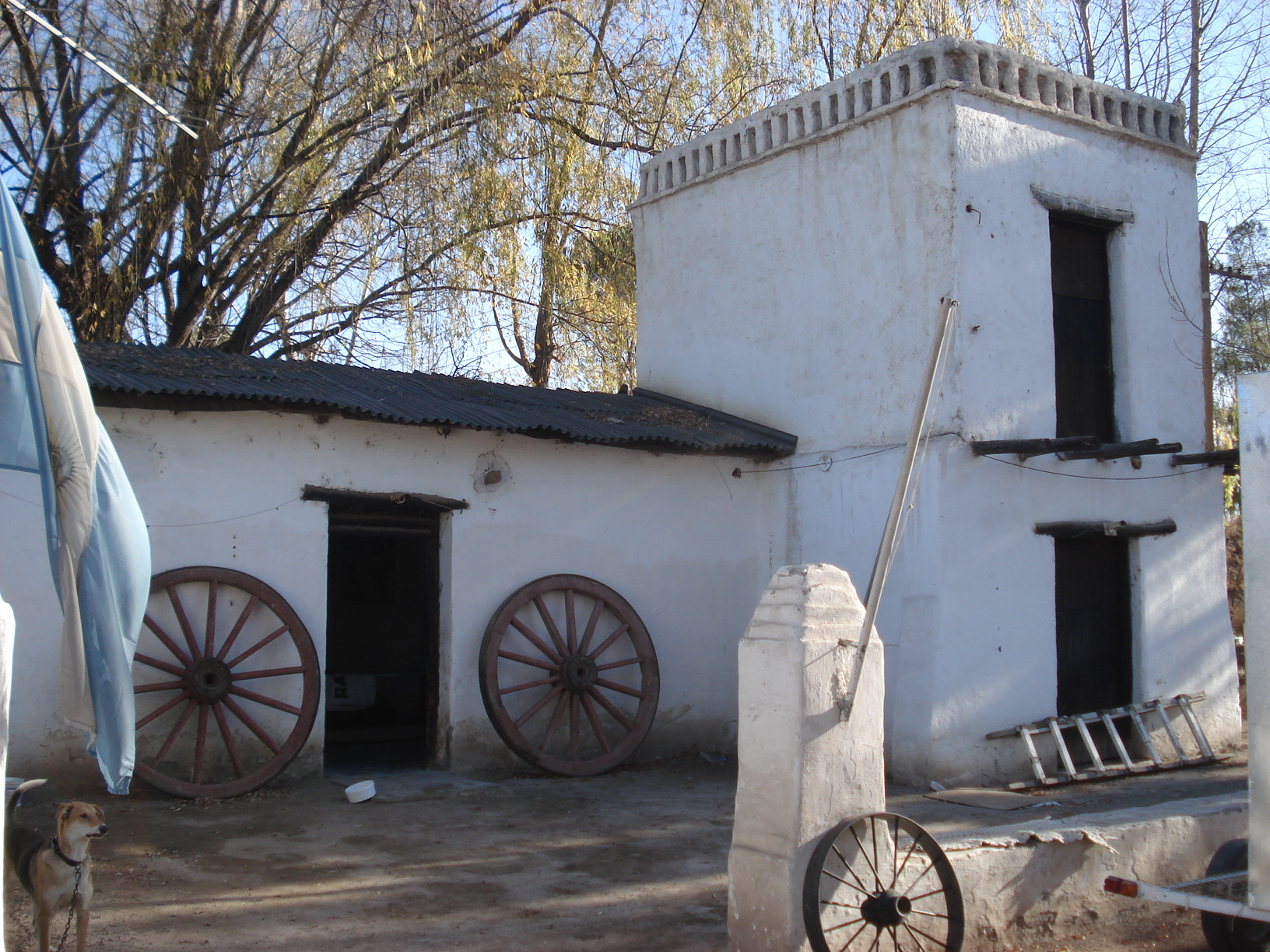
Fortín (Campaña al Desierto, Cipolletti)

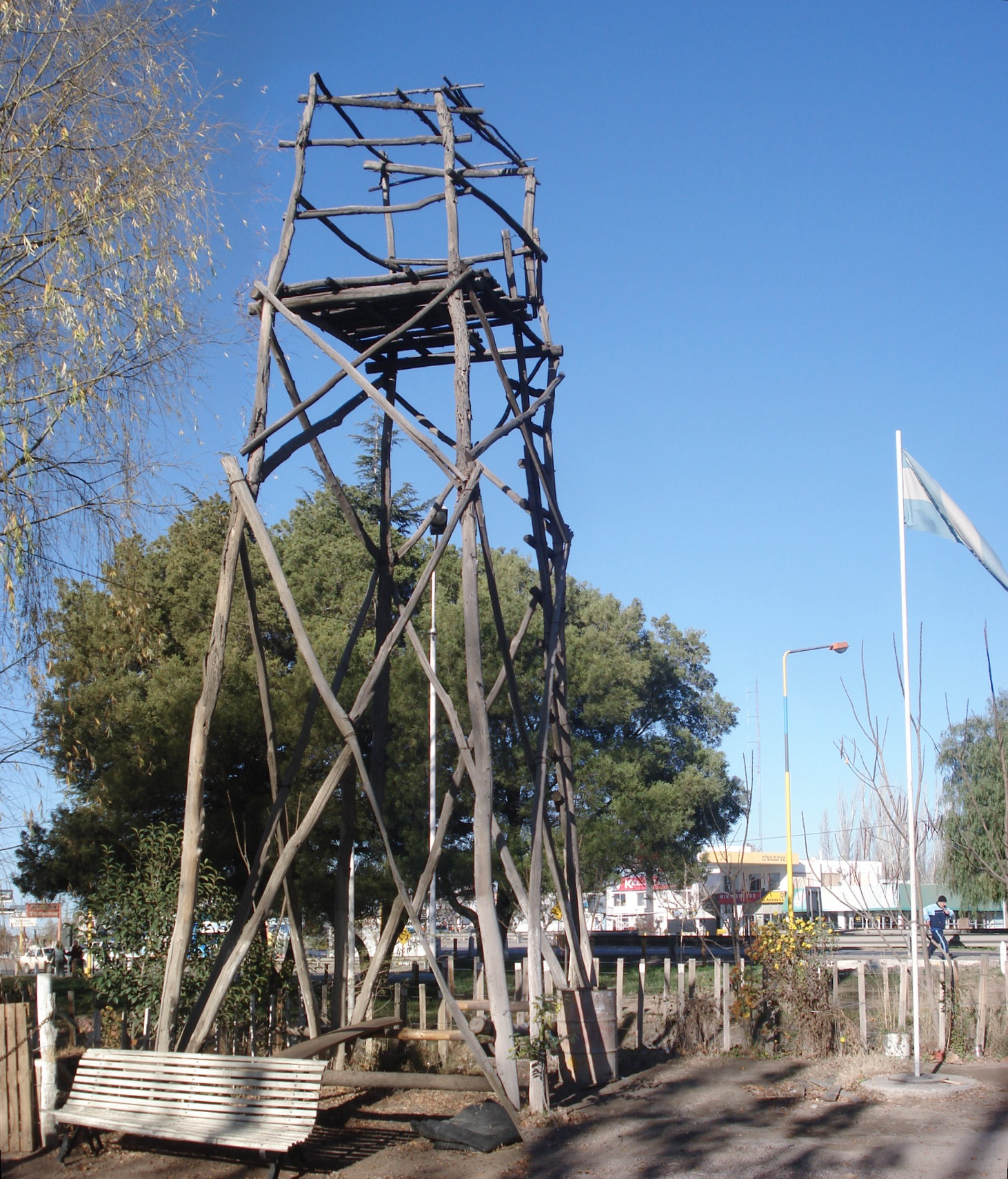
Mangrullo (Campaña al Desierto, Cipolletti)

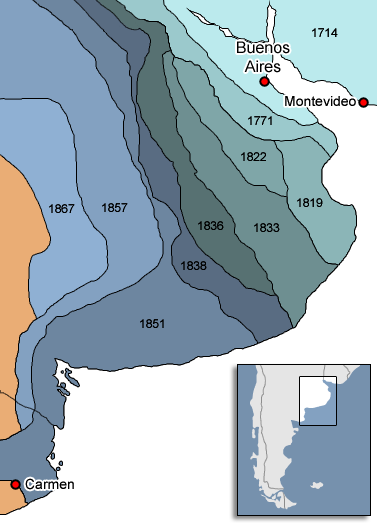
Avance de la frontera

Hacia 1735 las invasiones de pampas, aucas chilenos y serranos comenzaron a ser más frecuentes y las expediciones resultaban ineficaces pues los indios ganaban rápidamente el desierto y las fuerzas que los perseguían iban mal montadas y pertrechadas, desconociendo el territorio pampeano.
Tras los grandes malones de 1740 (Luján y La Matanza) y 1741 (Luján) se firmó un tratado con el cacique Cangapol para asegurar la frontera establecida en el río Salado (Buenos Aires), pero era una solución provisoria: el 28 de julio de 1744 200 pehuenches chilenos atacaron Cañada de la Cruz y Luján. El maestre de campo Cristóbal Cabral salió a perseguirlos, matando 70 indígenas.
El 26 de septiembre de ese año, el Cabildo de Buenos Aires aprobó un proyecto presentado por Julio de Eguía para aumentar el número de fortines que serían cubiertos por milicianos pagados a ración, pero no especificaba sus ubicaciones.
Nada se hizo y al año siguiente el maestre de campo Juan de San Martín y Gutiérrez desplegó milicianos en los puntos más favorables de cada partido de la frontera, fundando en 1745 entre otros puestos la Guardia del Zanjón, un asentamiento en el pago de Las Conchasy otro en los pagos de la Matanza al que se agregaría luego el Fuerte de Pergamino (1749).
Según historiadores locales, la primitiva Guardia del Juncal se formó también hacia esas fechas en un campo de 140 hectáreas.
Para 1750 la dura vida, la falta de pago, armamento y víveres había hecho desertar a los milicianos y la frontera quedaba nuevamente desguarnecida. En 1752 una serie de malones impulsó al Cabildo de Buenos Aires a proponer un avance de la línea de fronteras militares, siguiendo el avance de hecho de la población de campaña y permitiendo dejar territorio a retaguardia. Los fuertes se ubicarían uno sobre las nacientes del río Salto (Fuerte de Salto), que se convertiría en avanzada del fuerte de Arrecifes, en Laguna Brava (Guardia de Luján o Fuerte San José de Luján, actual Mercedes) como puesto avanzado del fuerte de Luján y en la laguna de Lobos (Fortín Lobos). Simultáneamente, para el servicio de la nueva frontera se creaban tres compañías de paisanos campestres, pagados y armados de lanzas, los llamados Blandengues de Buenos Aires.
En 1771 el Cabildo de Buenos Aires aconsejó levantar un nuevo fuerte en el pago de La Matanza, fijándose su ubicación en el Juncal. Designado para la ejecución el sargento mayor Bernardino Antonio de Lalinde, se estableció el fortín en campos de Paula Giusande, pago del Carmen de las Cañuelas, en la actual localidad de Gobernador Udaondo, Partido de Cañuelas. 
La línea que tendría a su cargo esta guardia se extendía entre Capilla de Remedios, Juncal y la Guardia del Monte hasta Lobos.
De hecho, la Guardia del Juncal actuaba como base de la del Monte y proporcionaba su guarnición, probablemente volante en esas fechas. El mismo Lalinde envía el 1 de enero de 1778 una "Lista de la gente que se halla destacada en la Guardia de San Miguel del Monte Gargano, y Nuestra Señora de Remedios, frontera de la Matanza".
En 1779 Lalinde continuaba al frente del Juncal y era el encargado de transmitir las noticias de la destrucción de Monte por los indios en la Navidad anterior.
En la mayor parte de los fuertes creados en la provincia de Buenos Aires, la población se basó en los milicianos (blandengues) afectados a su defensa y en los vecinos de la campaña lindera que eran asentados voluntariamente o por la fuerza, los que construían sus ranchos a la vera del fuerte. Sin embargo, en el caso de la Guardia de Juncal no sucedió así. Su ubicación forma hoy parte de la Reserva Guardia del Juncal, 140 hectáreas ubicadas en el Partido de Cañuelas declaradas Reserva Natural y Museo Municipal de Objetivo Definido Educativo.